# یوهان پرگسباوئر
یوهان پرگسباوئر (آلمانی: Johann Pregesbauer؛ زادهٔ ۸ ژوئن ۱۹۵۸) بازیکن فوتبال اهل اتریش بود.
از باشگاه‌هایی که در آن بازی کرده‌است می‌توان به باشگاه فوتبال راپید وین اشاره کرد.
وی همچنین در تیم ملی فوتبال اتریش بازی کرده‌است.